# غوردون بيرد
غوردون بيرد هو سياسي كندي، ولد في 27 سبتمبر 1921، وتوفي في 12 نوفمبر 1972.